# Første Mand paa Holdet
Første Mand paa Holdet er en dansk børnefilm fra 1945, der er instrueret af Holger Jensen efter manuskript af ham selv og Holger Buchhave.

## Handling
En dreng mistænkes uden grund for en række forseelser på skolen, men det lykkes ham med et par kammeraters hjælp at rense sig for mistanken og finde frem til de rette skyldige.